# Pando (Uruguay)
 (octobre 2022).
Si vous disposez d'ouvrages ou d'articles de référence ou si vous connaissez des sites web de qualité traitant du thème abordé ici, merci de compléter l'article en donnant les références utiles à sa vérifiabilité et en les liant à la section « Notes et références ».
Pour les articles homonymes, voir Pando.
Pando est une ville de l'Uruguay, siège d'une municipalité appartenant au département de Canelones, limitrophe des villes suburbaines de Ciudad de la Costa et de Barros Blancos. Bien qu'étant située à 27 kilomètres au nord-est de Montevideo, elle est un des principaux pôles urbains de l'Aire métropolitaine de Montevideo.
Sa population qui était de 25 949 habitants en 2011 est évaluée aujourd'hui à 32 927 habitants, ce qui en fait une des villes les plus attractives dans son département.

## Géographie

### Situation géographique
La municipalité de Pando est située dans la partie méridionale du département de Canelones. 

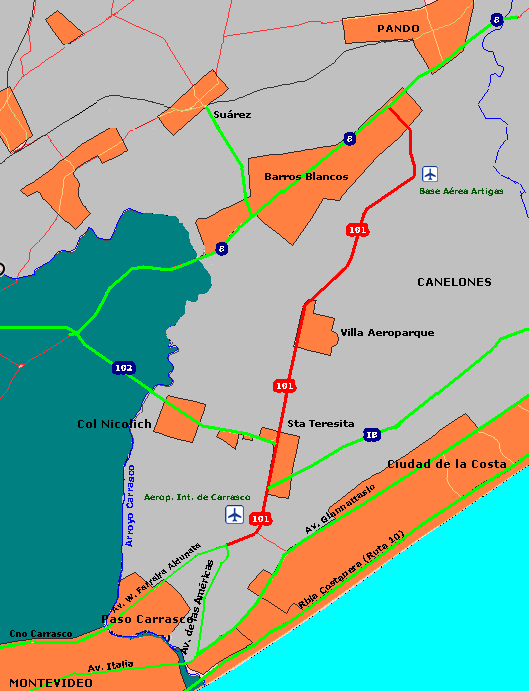
Situation de Pando sur la carte urbaine de la partie nord-est de la métropole de Montevideo.

Pando est située à 24 kilomètres  à l'est de Montevideo, capitale de l'Uruguay et siège de l' Aire métropolitaine de Montevideo, à 49 kilomètres au sud-est de Canelones, la capitale  administrative de son département, à 34 kilomètres à l'est de Las Piedras et à 16 kilomètres au sud de Ciudad de la Costa où se trouve l'Aéroport international de Carrasco.
Elle est imitée au nord par la municipalité de Sauce, à l'est par les municipalités de Empalme Olmos et de Salinas, au sud par la municipalité de Ciudad de la Costa, au sud-ouest par celle de Colonia Nicolich et à l'ouest par les municipalités de Joaquín Suárez et de Barros Blancos.

### Le développement urbain de la ville
Pando dispose d'un patrimoine urbain préservé, établi selon un plan en damier, autour de sa place arborée et de son église paroissiale et d'un centre-ville animé par des commerces et des services, ainsi que d'un centre culturel et d'un casino.

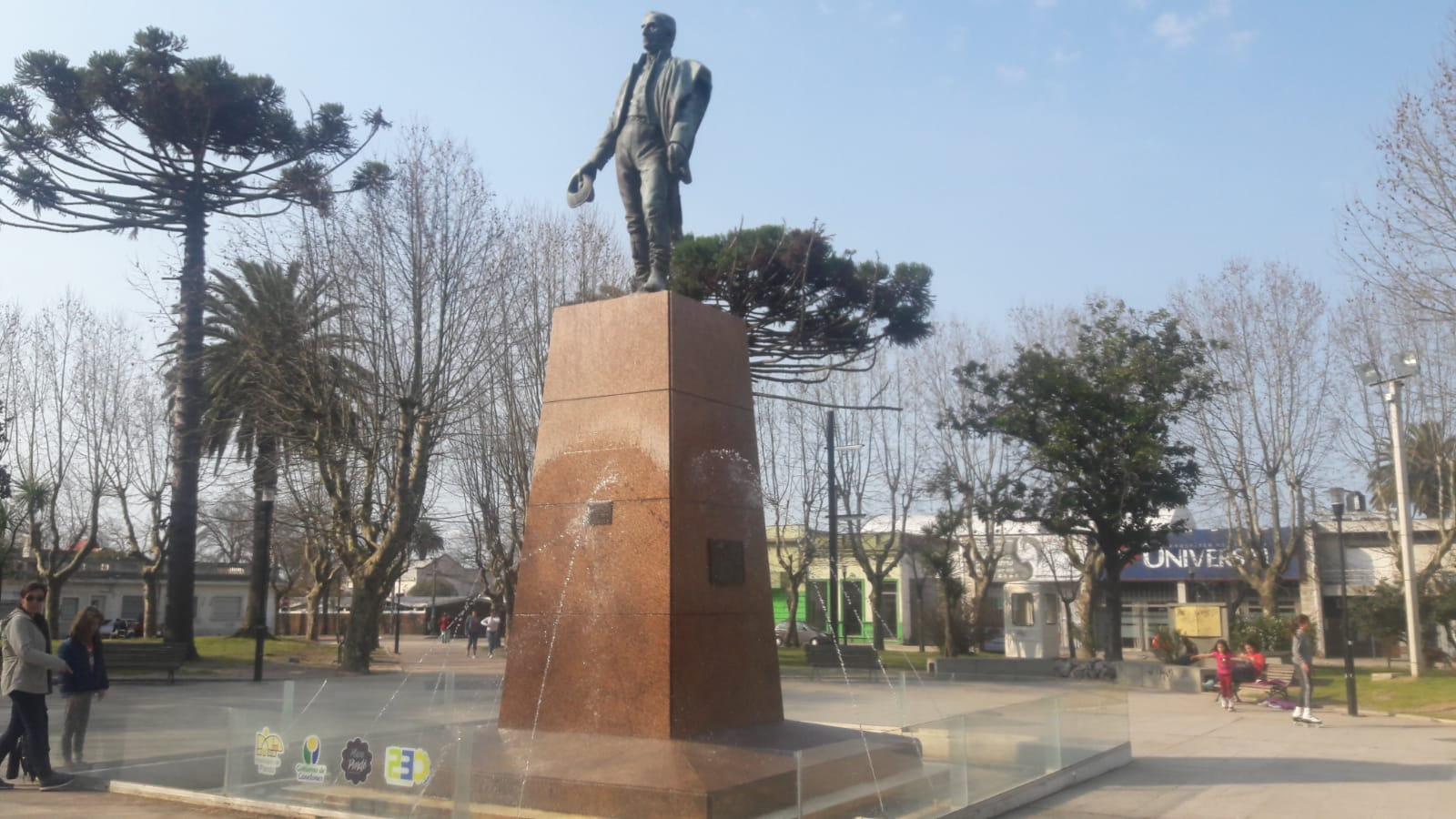
Le centre-ville de Pando.

La ville abrite le Parc National Général Artigas (en espagnol : el parque nacional Gral. Artigas), connu aussi comme le Parque Pando, qui contribue au développement  du tourisme de la ville.

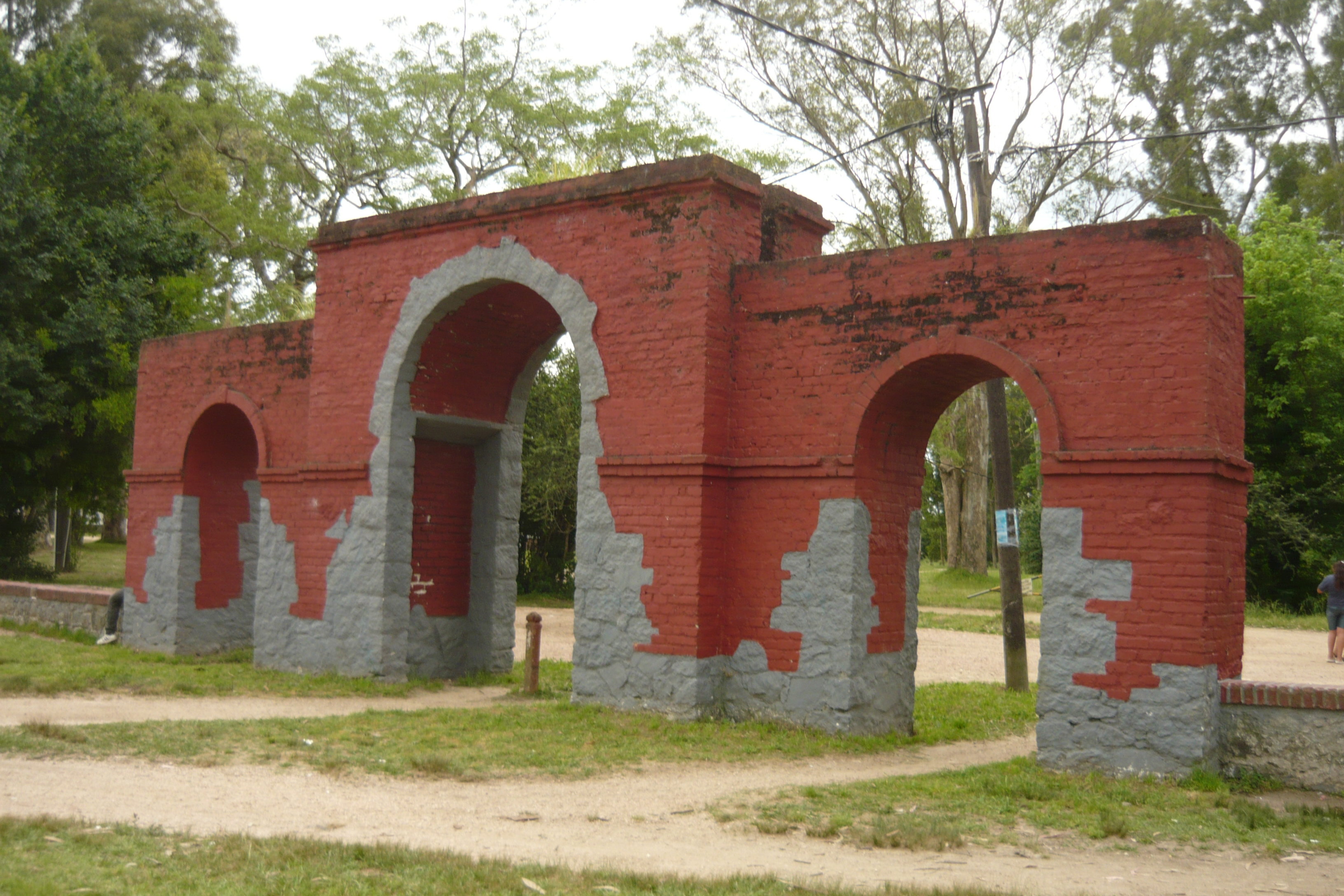
L'entrée principale du Parc National Général Artigas à Pando.

Desservie par une voie ferrée et par la Route 8, surnommée également la Route Interbalnéaire, dont elle tire profit dans sa proximité avec la capitale, Montevideo, Pando a développé des services tertiaires (Data Center, Pôle technologique) et commerciaux. 

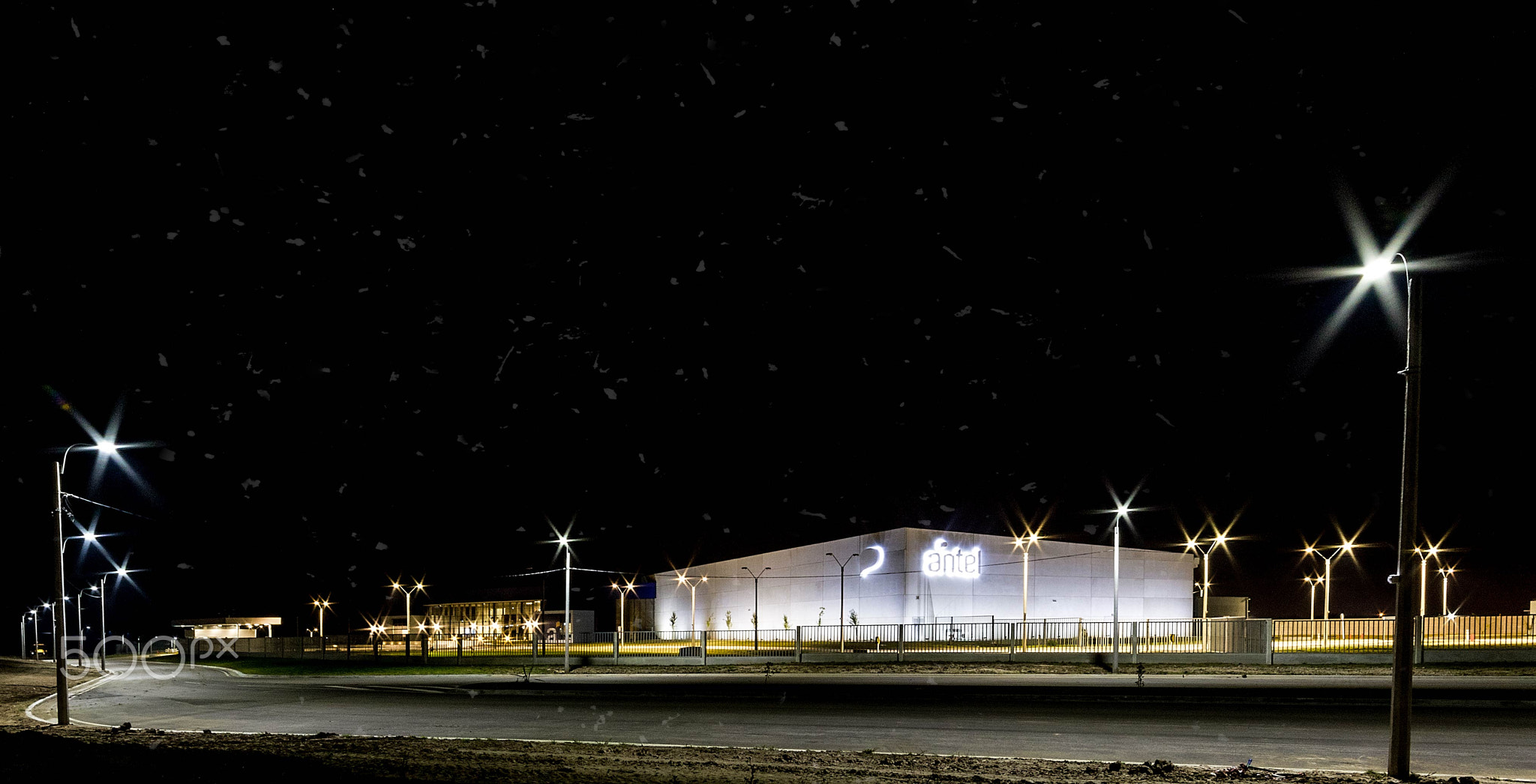
Le Data Center à Pando.

La ville se dote d'un urbanisme moderne et accroît sa fonction résidentielle.

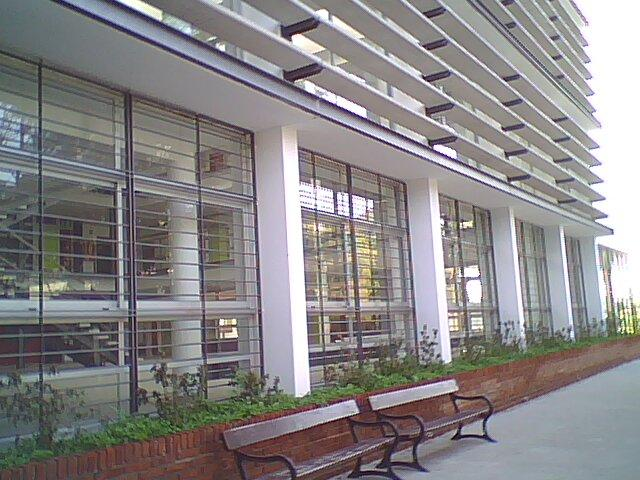
Edifice résidentiel à Pando.

### Un rôle de carrefour routier
En décembre 2012 a été inauguré un nouvel accès, le "bypass Pando", lequel comprend trois kilomètres de route nouvelle, comprenant l'intersection de la Route 101 et de la Route 8. Il nécessita la pose de trois rotondes dominant la Route 8, où se trouve le Pôle Technologique de Pando (avant le pont sur l'arroyo Pando). Les trois rotondes correspondent aux carrefours avec la ruta 101, Avenida España et la rotonde de connexion avec l'ancien tracé. Cet ouvrage permet la décongestion du trafic sur l'Avenue Roosevelt, qui est l'artère principale de la ville de Pando (Cette avenue correspond à l'ancien tracé de la ruta 8),.

## Historique sommaire
Pando a été fondée en mai 1788. Elle prit ce nom d'un de ses premiers habitants qui s'était installé dans cet endroit en 1730. C'était le siège de la Guardia del Pando, une force locale pour contrer les avancées  portugaises. Ce lieu avait acquis le statut de "Pueblo" (village) avant l'indépendance de l'Uruguay.
Selon l'acte de la Loi No 759, le 11 mars 1863, Pando eut le statut de "Villa" (bourg).
La ville possède un joli pont local jalousement préservé. Il fut construit en 1873.

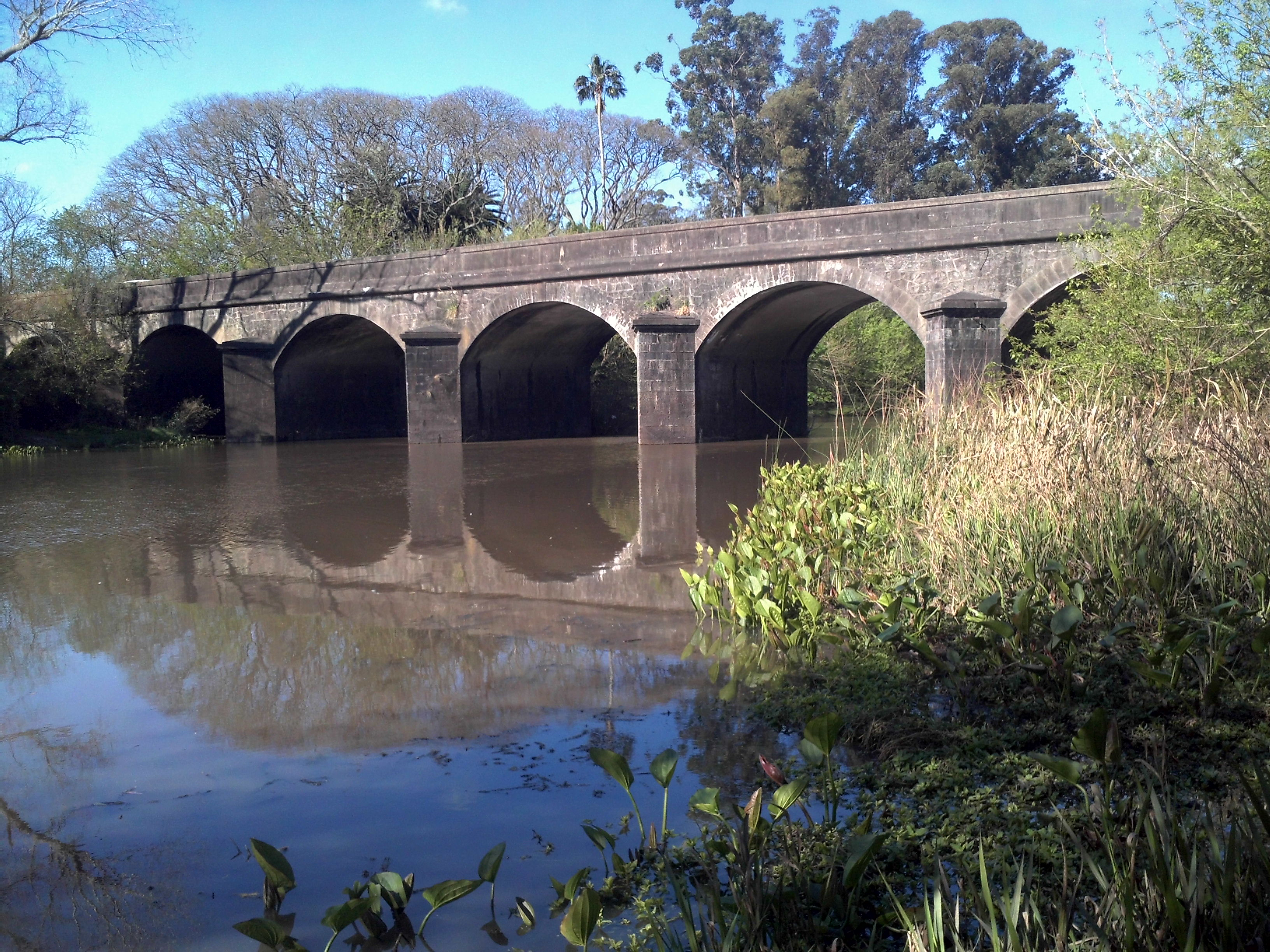
Le vieux pont des Treinta-y-Tres à Pando.

Le 5 août 1920, son statut a été élevé au rang de "Ciudad" (ville) par l'Acte de Loi No 7.252. À cette époque, la ville était devenue un centre industriel et disposait d'un centre d'entraînement pour les avions qui se transforma en aéroport en 1928. Ce dernier fut transféré à Carrasco en 1948 et l'École Militaire d'Aéronautique y a été implantée.
La ville de Pando devint célèbre en 1969, lors de la prise de Pando par une action de guérilla urbaine des Tupamaros (MLN-T) qui eut lieu le 8 octobre 1969, date du deuxième anniversaire de la mort de Che Guevara et du démantèlement de la guérilla de l'ELN. Les Tupamaros avaient choisi Pando non seulement pour sa proximité avec la capitale, Montevideo, mais aussi pour son caractère industriel.

## Démographie
Selon le recensement de 2011, Pando affiche une population de 25 949 habitants,. 
| Année | Population |
| ----- | ---------- |
| 1963  | 12 876     |
| 1975  | 16 406     |
| 1985  | 19 795     |
| 1996  | 23 384     |
| 2004  | 24 004     |
| 2011  | 25 949     |

## Galerie

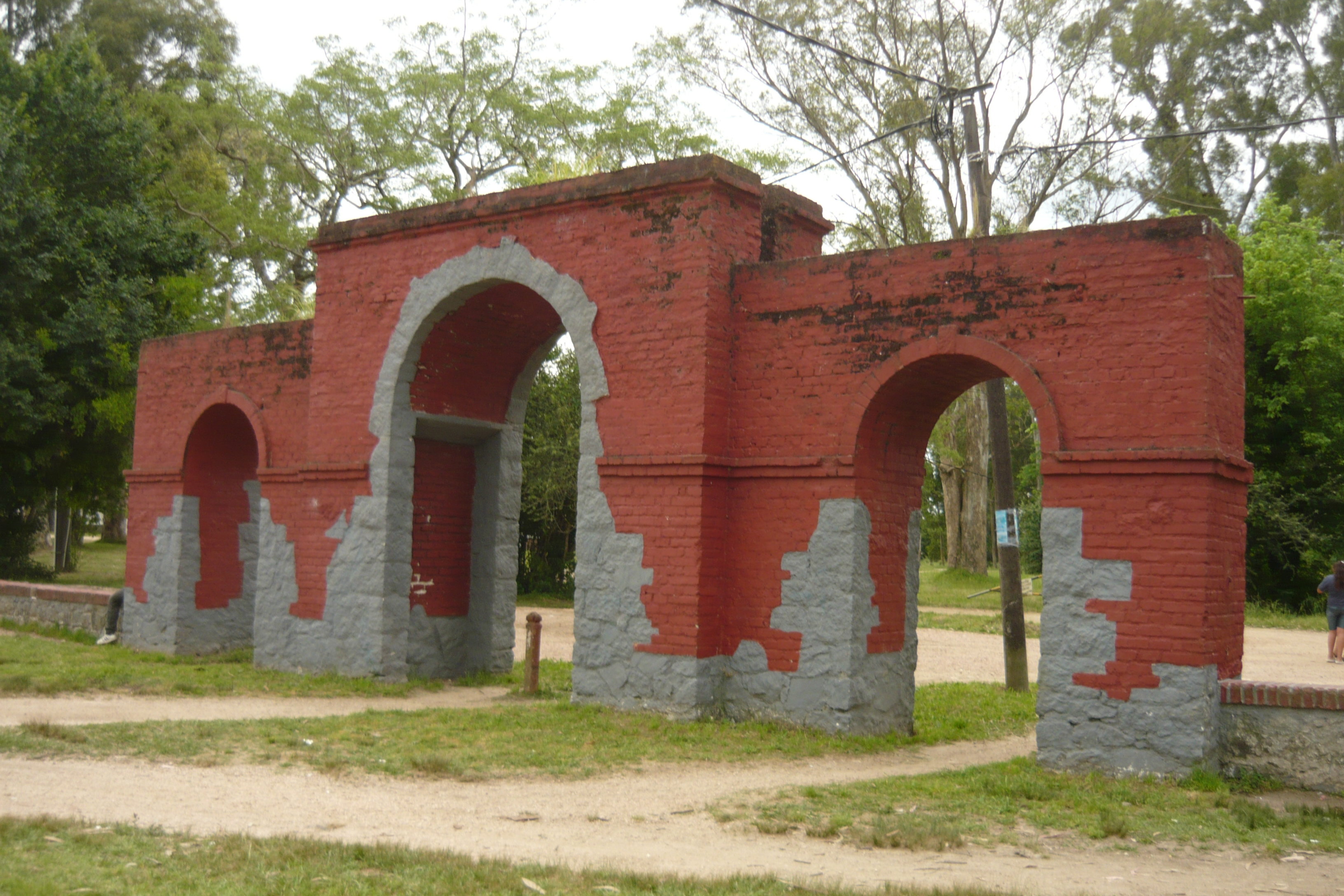
Entrée du Parc Artigas de Pando.

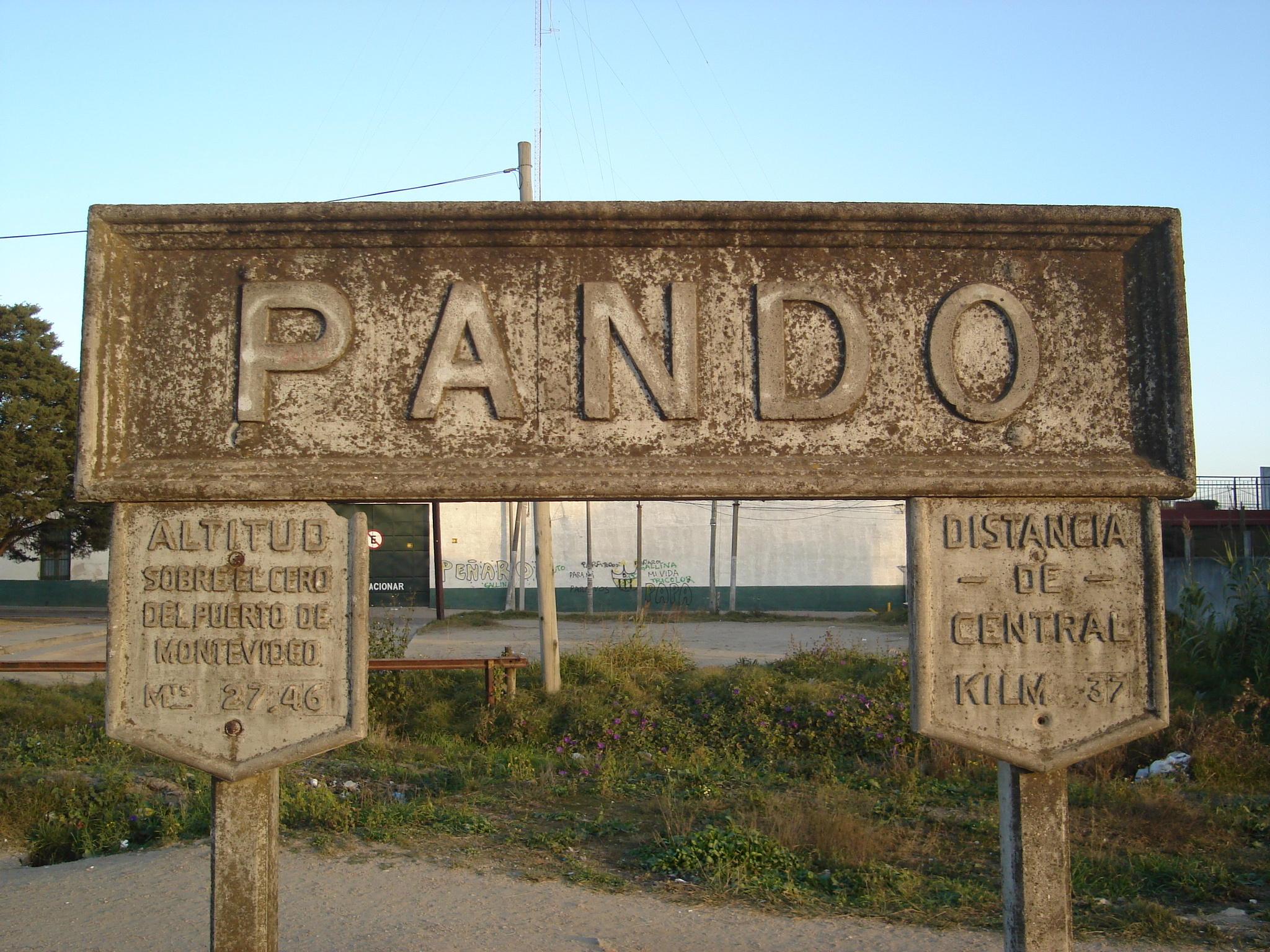
Panneau de bienvenue à Pando.

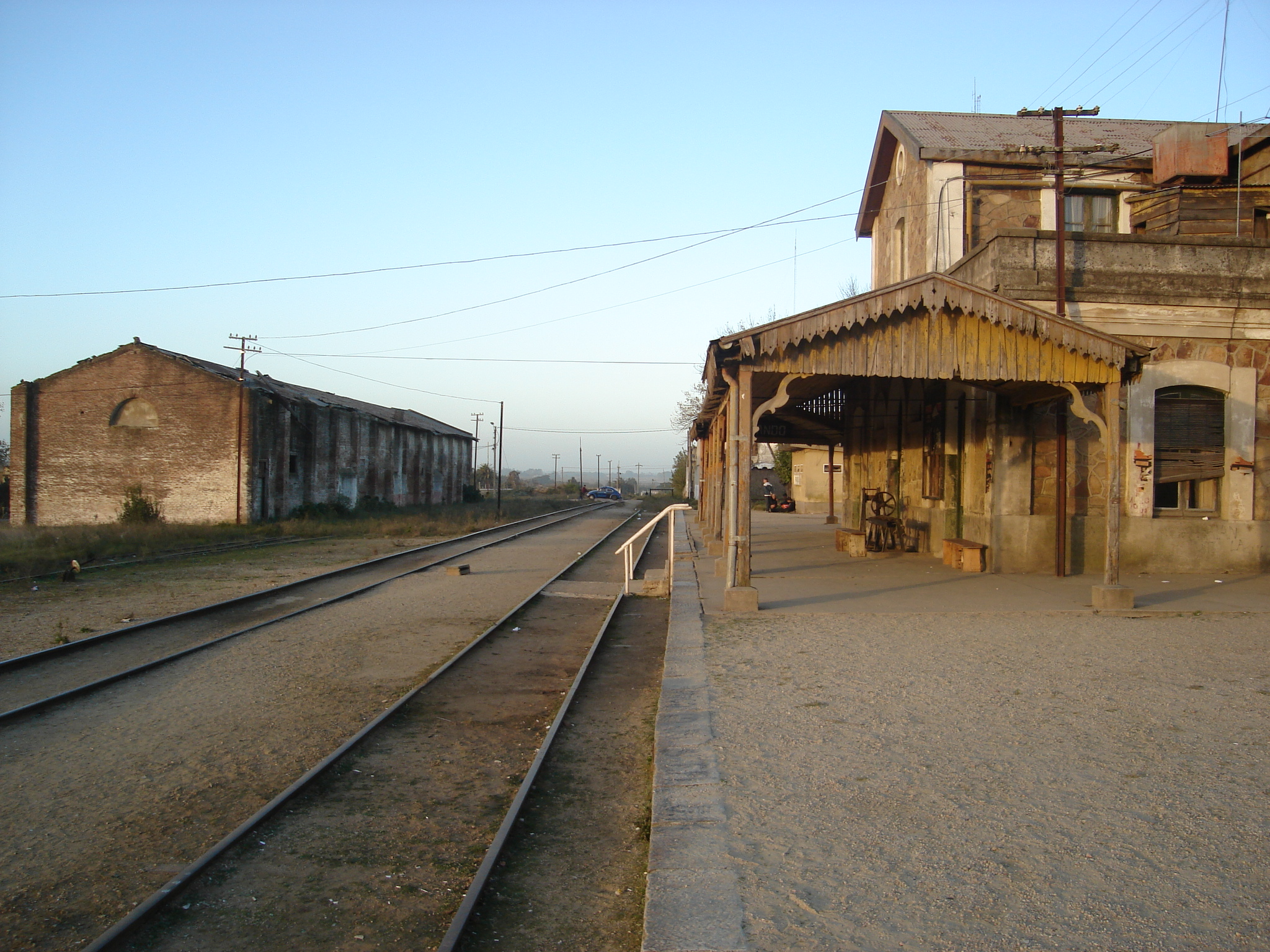
La station ferroviaire de Pando.